# ملوین هیز
ملوین هِیز (انگلیسی: Melvyn Hayes؛ زادهٔ ۱۱ ژانویهٔ ۱۹۳۵) یک هنرپیشه اهل بریتانیا است.
از فیلم‌ها یا برنامه‌های تلویزیونی که وی در آن نقش داشته است می‌توان به سرود کریسمس و وروجک‌ها اشاره کرد.